# Ramón F. Bachs
Ramón F. Bachs (Santa Coloma de Gramanet, Cataluña, España 1973) es un dibujante de historieta español, que trabaja para el mercado estadounidense.

## Biografía

### Inicios
Comenzó su formación historietística en la Escuela Joso de Barcelona, desde donde colaboró con diversos fanzines y participó en la creación del colectivo Amaníaco. Realizó junto con su compañero Josep Busquet Manticore, su primer trabajo profesional, editado por Camaleón Ediciones. La buena acogida del primer número posibilitó nuevas entregas y, años después, un recopilatorio por parte de Planeta DeAgostini. Paralelamente, Bachs realizó un puñado de tebeos para el mercado español: Yinn y su precuela Cástor & Póllux junto con quien fuera su profesor Josep Mª Polls, o Saturn Babe y Fanhunter Goldenpussy de nuevo con Josep Busquet. 
En 1999 recibe el premio del Saló del Còmic de Barcelona al Autor Revelación. Su línea clara, su narrativa clásica y su estilo cartoon, mezcla de variadas influencias europeas, estadounidenses y orientales, supo conectar, quizás por coincidencia generacional, con un público que a menudo no se identificaba con los tebeos de la generación anterior pero tampoco encontraba calidad en la nueva historieta española.

### La aventura americana
Aun así, viendo la imposibilidad de profesionalizarse dentro de España, decidió intentarlo al otro lado del Atlántico, para lo cual recurrió a los servicios del agente David Macho. Éste le consiguió el crossover Joker/Mask, trabajando ya con un personaje tan emblemático como Batman. De ahí pasó a dibujar diversas historietas de Star Wars, la historieta de presentación de Stiker Z con el afamado guionista Kurt Busiek y algunos números sueltos de Gen13. También se ha encargado de los dibujos de la serie dedicada a los personajes de la exitosa película Shrek.
Entre 2005 y 2006 dibujó Generation-M, con el guionista estrella Paul Jenkins y luego Civil War: Fontline #1-11, todos para Marvel Comics.